# Câu truyện âm nhạc
Câu truyện âm nhạc (tiếng Nga: Музыкальная история, tiếng Anh: Memory's Harvest / Kí ức vào mùa) là một phim ca nhạc do Aleksandr Ivanovsky và Gerbert Rappaport đạo diễn, xuất phẩm ngày 24 tháng 10 năm 1940 tại Leningrad.

## Lịch sử
Trong những năm trước thềm Chiến tranh Vệ quốc, mức sống căn bản của thị dân vùng bình nguyên phía Tây Liên bang Soviet thường được coi là cao hơn bất cứ đâu trên thế giới. Tình trạng hòa bình kéo dài cùng sức phát triển tương đối mạnh của phong trào cơ khí hóa ít nhiều giúp chính phủ Liên Xô có thể thi hành kế hoạch trợ cấp giai cấp công nhân không chỉ về nhà ở, lương cơ bản, mà cả cuộc sống tinh thần.
Bộ phim điện ảnh Câu truyện âm nhạc nhằm mục đích thể hiện gần đúng tâm tư tình cảm của những người lao công ở cảng thị Leningrad, đồng thời phản ánh mô hình hội diễn văn nghệ quần chúng rất thịnh hành đương thời. Phim được đem công chiếu khắp hoàn vũ ngay trong bối cảnh Đệ nhị Thế chiến đã khởi công. Nhờ vậy, sau thời kì vây hãm Leningrad, cuộn băng gốc thực tế đã bị hỏng nát, thậm chí băng ghi âm cũng cháy ra tro, nhưng một bản sao hầu như nguyên vẹn vẫn được bảo tồn tại Úc. Đây cũng thường được đánh giá là phim điện ảnh Liên Xô nổi tiếng nhất đối với khán giả Úc và New Zealand.

## Nội dung
Thành Leningrad những ngày hè năm 1940, chàng tài xế taxi Petya Govorkov có năng khiếu opera nổi tiếng nhất nhì xí nghiệp vận tải. Thế nhưng lắm khi nhà láng giềng và cả hành khách cũng lấy làm phàn nàn vì tài nghệ đó.
Có một lần, hội công nhân vận tải chuẩn bị diễn vở Yevgeny Onegin, Petya bèn gặp bác hội trưởng Vasily để xin tham gia. Từ đây nảy sinh rắc rối trong mối quan hệ của Petya với bạn gái Klara và cả tình địch Fyodor, ngẫu nhiên họ tái hiện bộ ba Yevgeny - Olga - Vladimir trong tác phẩm trứ danh.

## Kĩ thuật
Phim được thực hiện tại thành phố Leningrad vào năm 1940. Sau khi đóng máy, bộ phim được phát hành cùng lúc hai phiên bản Nga ngữ (quốc nội) và Anh ngữ (hải ngoại). Việc lồng giọng Anh do một nhóm chuyên viên truyền thanh Úc hoàn tất.
| “                           | A Love Story set to the unforgettable music of 5 Great Operas. | ” |
| — Tựa Anh ngữ quảng bá phim |                                                                |   |

### Sản xuất
- Thiết kế sản xuất : Semyon Mandel
- Giám sát sản xuất : Mariam Bykhovskaya, Viktor Shildknekht
- Phụ tá đạo diễn : A. Golyshev, P. Morozov
- Thiết kế mĩ thuật : Shelli Bykhovskaya, Mikhail Dlugach, Lidiya Shildknekht (L. Shildknekht), Mikhail Veksler
- Hòa âm phối khí : Ivan Dmitryev
- Hiệu ứng đặc biệt : B. Vakhevich
- Nhiếp ảnh : Mikhail Rotinov, A. Shekhobotkin, Nisson Shifrin
- Nhạc trưởng : Dmitry Astradantsev (D. Astradantsev)
- Biên đạo múa : Sergey Koren (S. Koren)
- Hòa nhạc : Ban hợp xướng thính phòng Lenfilm
- Lồng tiếng Anh ngữ : Peter Finch, John Fernside, Queenie Ashton, Ben Lewin, April Ledis
- Nhạc nền :
  - Bão tuyết về ngang phố cổ (Вдоль по улице метелица метёт)
  - Ôi em yêu (Ах ты, душечка)
  - Carmen
  - Vương công Igor
  - Con đầm pích[12][13][14]
  - Martha
  - Đêm tháng Năm

### Diễn xuất
- Zoya Fyodorova — Klara Belkina, nữ điều phối viên hãng taxi
- Sergey Lemeshev — Petya Govorkov, người yêu Klava, tài xế taxi, đoàn viên Komsomol, giọng nam cao
- Erast Garin — Fyodor "Alfred" Terentyevich Tarakanov, tình địch Petya, tài xế taxi
- Nikolay Konovalov — Vasily Fomich Makedonsky, bạn Petya, cựu ca sĩ opera, giọng nam cao, trưởng hội biểu diễn nghiệp dư
- Anatoly Korolkevich — Pankov, bạn Petya, tài xế taxi, giọng nam cao, đóng vai Yevgeny Onegin
- Anna Sergeyeva — Nastenka, kiểm soát vé hãng taxi, đoàn viên Komsomol, đóng vai Olga Larina
- Tamara Pavlotskaya — Nữ tài tử đóng vai Carmen ở Kịch viện Mariinskiy
- Lydiya Atmanaki — Nữ tài tử Kịch viện Mariinskiy
- Leontina Dyomina — Bà bảo mẫu[15]
- Kseniya Kurakina — Láng giềng Petya ở chúng cư
- Boris Kudryashov — Tài xế taxi
- Yelena Medvedeva — Mẹ Petya
- Pavel Pervushin — Nhạc công Jazz
- Lev Stepanov — Nhạc công dương cầm
- Vladimir Sladkopevtsev — Nhân viên phục trang Kịch viện Mariinskiy
- Konstantin Sorokin — Tài tử Kịch viện Mariinskiy
- Marina Figner — Ca sĩ opera
- Sergey Filippov — Babashkin, trưởng hội công nhân vận tải đường dài

### Hình ảnh

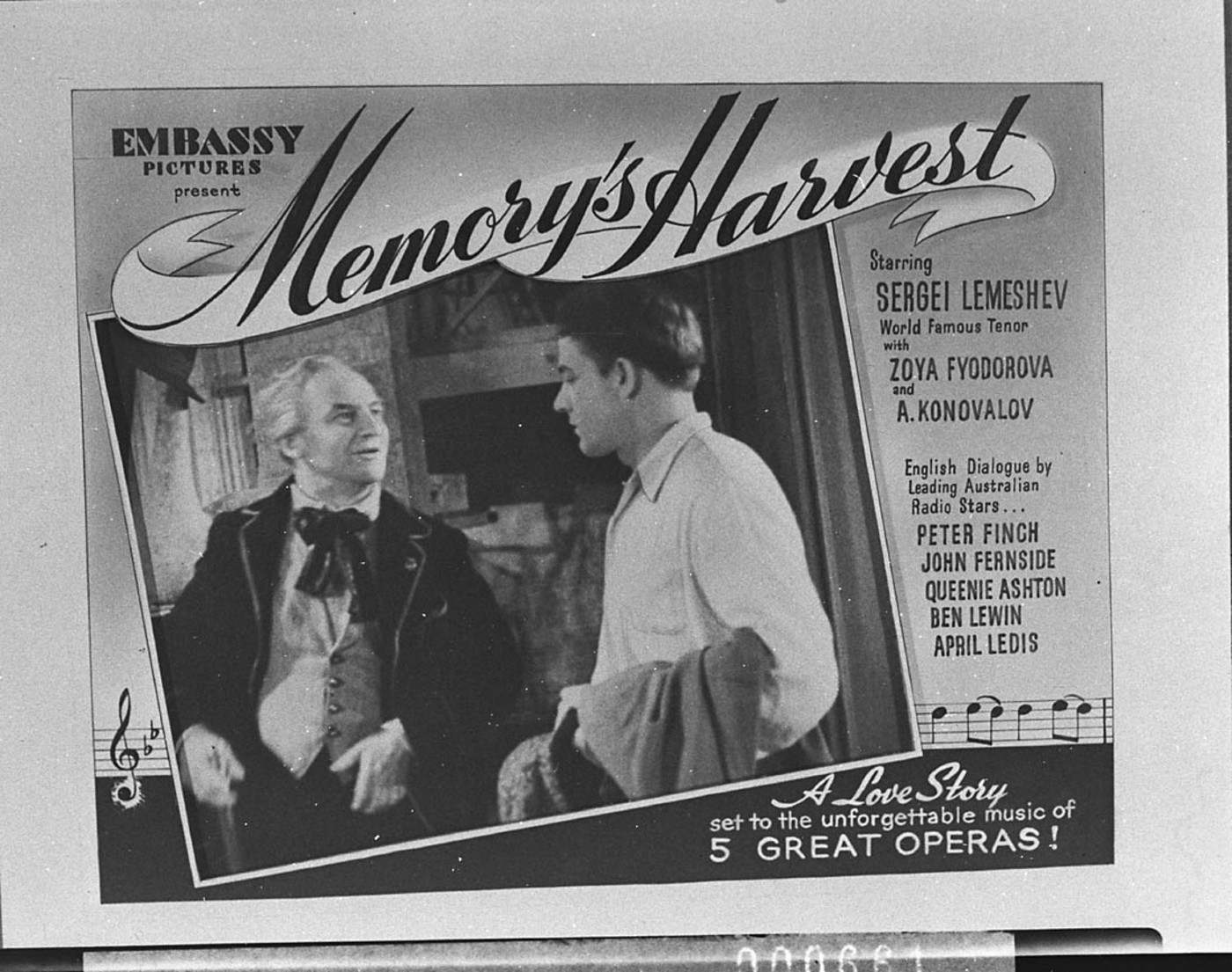
Petya và ông bạn già Vasily
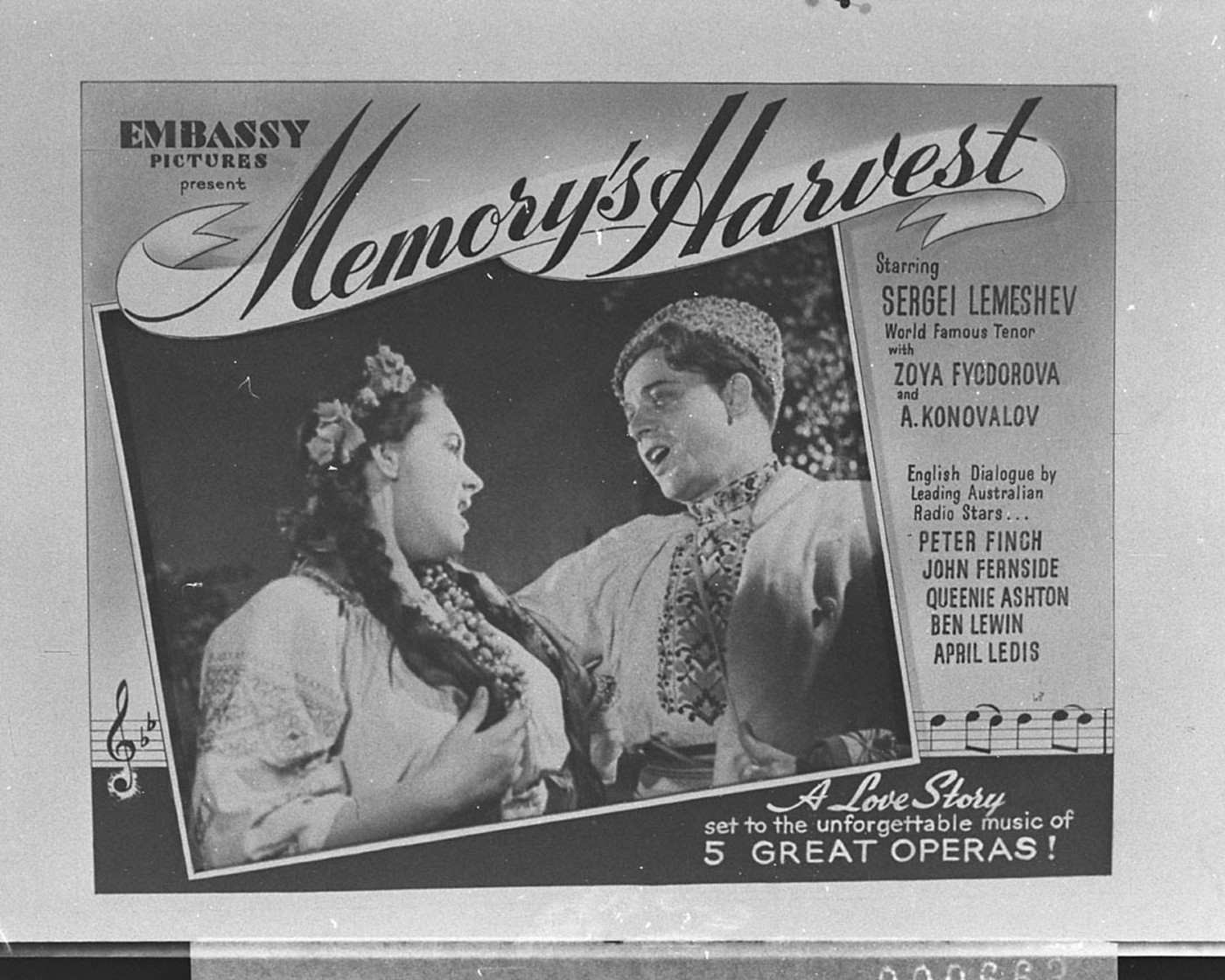
Đôi nhân vật Klara và Petya diễn vở Đêm tháng Năm ở hội văn nghệ quần chúng
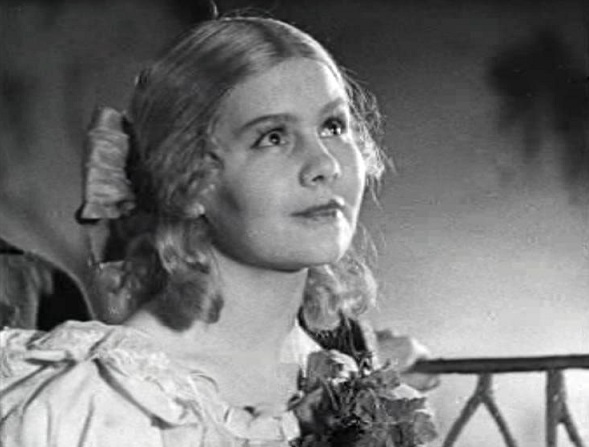
Minh tinh Anna Sergeyeva đóng vai Nastenka đang... đóng vai Olga Larina
- Bản phim đã phát hành trên hoàn vũ năm 1940

## Phong hóa
Theo thống kê của Tạp chí Màn Ảnh Tô Liên, đã có khoảng 17.900.000 lượt khán giả ra rạp khi phim Câu truyện âm nhạc chính thức công chiếu. Qua rất nhiều năm, bộ phim vẫn liên tục được giới phê bình khen ngợi vì yếu tố chân thực và trữ tình (атмосферу правдивости и лиризма). Tính hài được đưa vào phim cũng dịu dàng chứ không cố chọc cười. Trong phim này, các tài tử phải diễn một lúc hai vai : Diễn viên và nhân vật kịch trường. Thế nhưng họ phải diễn sao cho khán giả tin rằng họ chỉ là tài tử nghiệp dư, vì các nhân vật đều là lao công. Trong các cuộc liệt hạng phim ngoại quốc được yêu thích tại Úc, Câu truyện âm nhạc luôn dẫn đầu trong dòng phim nói tiếng Nga.
Bộ phim Câu truyện âm nhạc cũng là tác phẩm thành công nhất trong sự nghiệp các minh tinh Zoya Fyodorova và Sergey Lemeshev.

## Liên kết

### Tư liệu
- Thông tin tại KinoPoisk
- Thông tin tại Kino-Teatr
- "Катажина Плахта (Katarzyna Płachta), Посмертный культ Советского Союза, Rzeczpospolita ,09.02.2018". Bản gốc lưu trữ ngày 25 tháng 3 năm 2019. Truy cập ngày 25 tháng 3 năm 2019. {{Chú thích web}}: Đã bỏ qua tham số không rõ |deadlink= (gợi ý |url-status=) (trợ giúp)
- "В Советский Союз уже не очень хочется". ВЦИОМ: Всероссийский Центр Изучения Общественного Мнения web.archive.org. ngày 17 tháng 1 năm 2013. Bản gốc lưu trữ ngày 17 tháng 1 năm 2013. Truy cập ngày 22 tháng 5 năm 2021. {{Chú thích web}}: Đã bỏ qua tham số không rõ |deadlink= (gợi ý |url-status=) (trợ giúp)
- "Исследование ВЦИОМ и Левада-центра". Bản gốc lưu trữ ngày 11 tháng 12 năm 2013. Truy cập ngày 9 tháng 12 năm 2013. {{Chú thích web}}: Đã bỏ qua tham số không rõ |deadlink= (gợi ý |url-status=) (trợ giúp)